# Municipio de San Pedro Mártir
El municipio de San Pedro Mártir es uno de los 570 municipios del estado mexicano de Oaxaca. Su cabecera es la localidad de San Pedro Mártir.

## Geografía
El municipio de San Pedro Mártir colinda al norte con el municipio de Ocotlán de Morelos; al oeste con los municipios de Asunción Ocotlán y San Pedro Apóstol; al sur con el municipio de San José del Progreso; y al este con los municipios de Santa Lucía Ocotlán y San Dionisio Ocotlán.

## Gobierno
El municipio de San Pedro Mártir se rige mediante el sistema de usos y costumbres.
| Presidente municipal       | Periodo   |
| -------------------------- | --------- |
| Wilfrido López Martínez    | 1996-1997 |
| Francisco García Hernández | 1997-1998 |
| Cristino Osorio Montes     | 1999-2000 |
| Guillermo Morales Morales  | 2000-2001 |
| Cirilo Martínez Padilla    | 2002-2004 |
| Juan Gómez López           | 2005-2007 |
| Lázaro E. Martínez         | 2008-2010 |
| Pedro Espíritu Hernández   | 2011-2013 |
| Florencio López            | 2013-2016 |
| José Luis López Padilla    | 2017-2019 |
| Adalberto López López      | 2020-2022 |
| Julián García García       | 2023-2025 |